# شاکر الزواغی
شاکر الزواغی (فرانسوی: Chaker Zouaghi‎؛ زادهٔ ۱۰ ژانویهٔ ۱۹۸۵) بازیکن فوتبال اهل تونس است.

## باشگاهی
از باشگاه‌هایی که در آن بازی کرده‌است می‌توان به باشگاه فوتبال زوریخ، باشگاه فوتبال بنیادکار، باشگاه فوتبال لوکوموتیو مسکو، باشگاه فوتبال ستاره ساحلی، باشگاه فوتبال آلمالیق و باشگاه فوتبال اسپرانس تونس  اشاره کرد.

## تیم ملی
وی همچنین در تیم ملی فوتبال تونس بازی کرده است.